# ارتفاع‌سنجی بر پایه فشارسنجی
ارتفاع‌سنجی بر پایهٔ فشارسنجی به وسیلهٔ سنجش فشار هوای حاکم بر مکان اندازه‌گیری انجام می‌شود. بر خلاف ارتفاع‌سنجی مثلثاتی یا دیگر روش‌های ارتفاع‌سنجی این روش چندان دقیق نیست، ولی خیلی سریع و کم هزینه تر است. ابزاری که برای این نوع ارتفاع‌سنجی به کار می‌رود ارتفاع سنج یا آلتیمتر نام دارد. مهم‌ترین کاربردهای این نوع ارتفاع‌سنجی عبارتند از:
- کوه نوردی، پیاده‌گردی، ورزش جهت‌یابی: ارتفاع سنج‌هایی که برای این مقاصد به کار می‌روند فشارسنج‌های انروئید هستند که به جای فشار هوا ارتفاع از سطح دریا را نشان می‌دهند. نشانگر این ابزار هر هزار متر یک بار می‌چرخد. کیلومترشمار در یک پنجرهٔ کوچک نشان داده می‌شود که حیطهٔ اندازه‌گیری معمول آن ۵ تا ۸ کیلومتر است. در صورتی که نقطهٔ شناسایی یا فشار سطح دریا (زمین واره) به درستی در آن تنظیم شود دارای دقتی از ۲ تا ۲۰ متر خواهد بود.
- ژئودزی، ناوبری: ابزاری که برای این مقاصد به کار می‌رود مانند ابزار مورد پیشین است، ولی با دقت بیشتر. این ابزار با اندازه‌گیری دما یا فشار کار می‌کند و دقت آن چند دسیمتر و در شرایط آب و هوایی ثابت حتی ۱۰ تا ۲۰ سانتیمتر است.

برای هر دو کاربرد ارتفاع سنج‌های دیجیتال کاربرد بیشتری دارند. ارتفاع سنج‌های دیجیتال دارای منوی برنامه بوده و اختلاف ارتفاع، ماگزیمم عددی یا طول زمان ویژگی‌های ارتفاع را نیز نشان می‌دهند.
- هوانوردی(شخصی و تجاری): مانند ابزار بالا است، ولی توانایی اندازه‌گیری تا پانزده کیلومتری را دارد و مقیاس آن بیشتر بر واحد پا است تا متر. به وسیلهٔ تنظیم فشار بر سطح دریا ارتفاع مطلق به دست می‌آید و به وسیلهٔ تنظیم فشار بر ارتفاع روی زمین ارتفاع بر فراز فرودگاه. هواپیماها همچنین دارای یک واریومتر برای نشان دادن تغییر ارتفاع (ارتفاع پرواز بر پایه فشار هوا) نیز هستند. هواپیماهای تجاری دارای یک ارتفاع‌سنج راداری نیز می‌باشند.